# Furiptèrids
Els furiptèrids (Furipteridae) formen una família de ratpenats. Aquesta família només conté dues espècies, Amorphochilus schnablii i Furipterus horrens. Els dos viuen a Centreamèrica i a Sud-amèrica. Com molts rat-penats, descansen en coves.

## Taxonomia
- Gènere Amorphochilus
  - Amorphochilus schnablii
- Gènere Furipterus
  - Furipterus horrens